# Sinclairia vagans
Sinclairia vagans là một loài thực vật có hoa trong họ Cúc. Loài này được (S.F.Blake) H.Rob. & Brettell miêu tả khoa học đầu tiên năm 1974.